# Congrès international d'astronautique

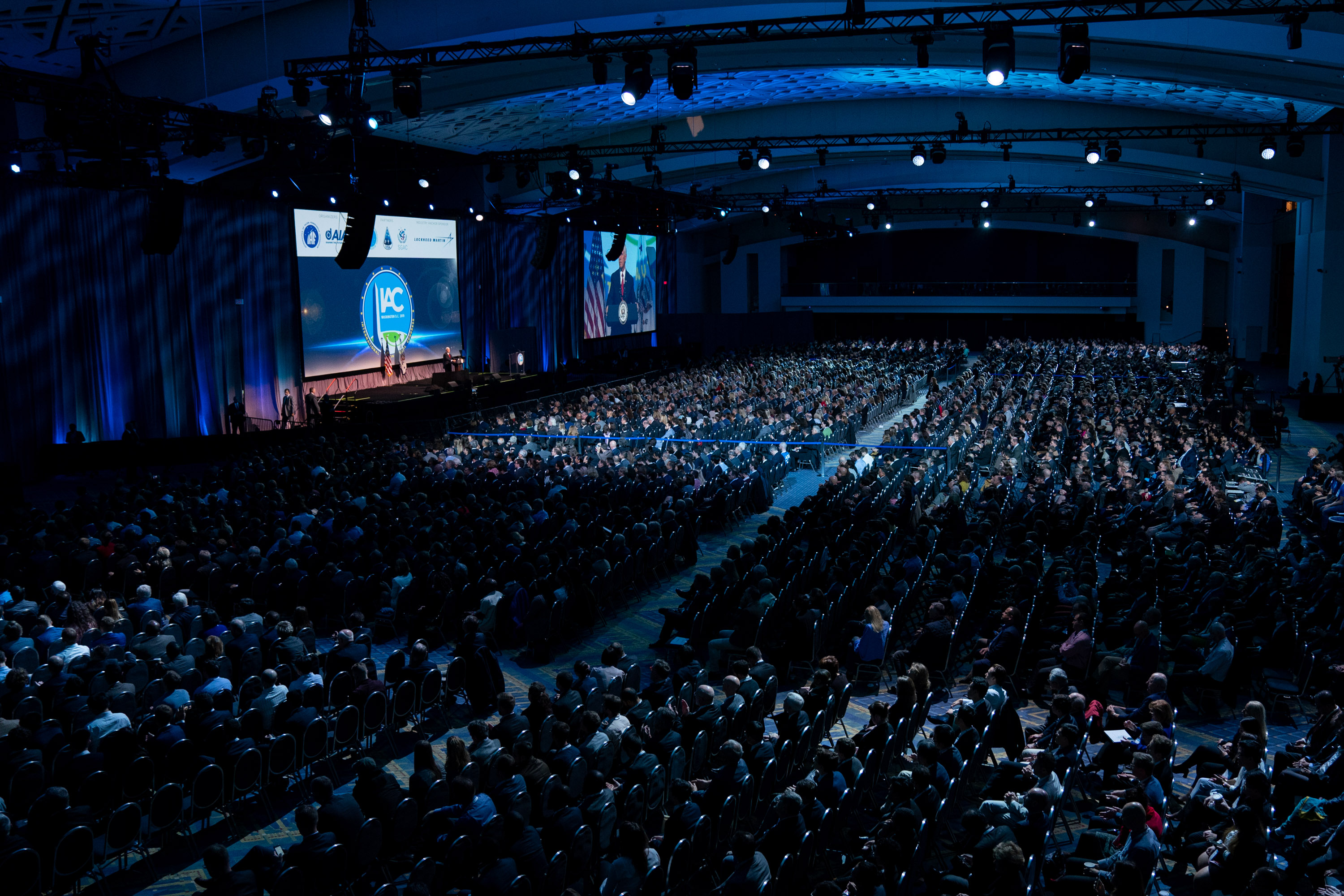
Cérémonie d'ouverture du 70e Congrès international d'astronautique à Washington, DC en 2019.

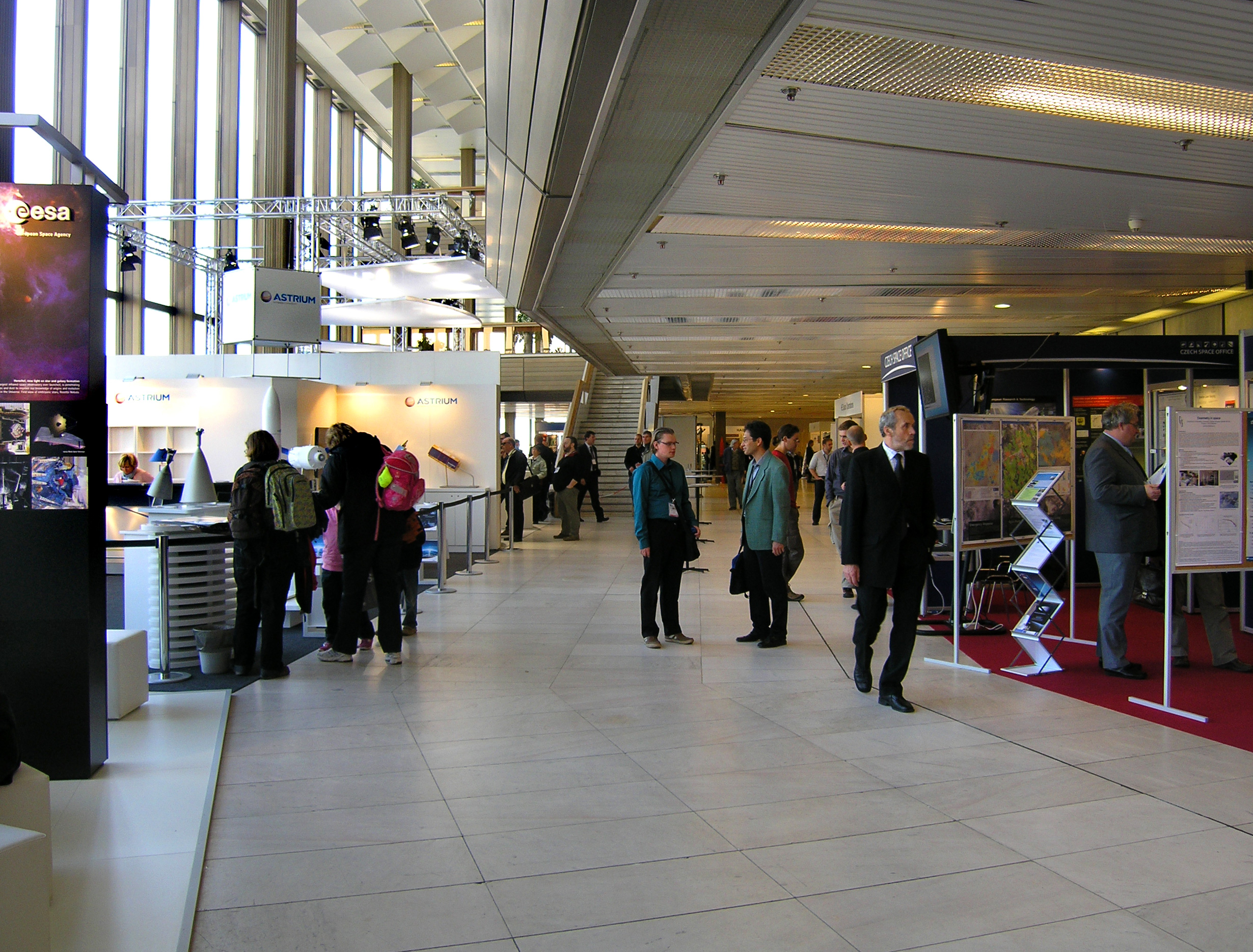
61e Congrès international d'astronautique à Prague, Tchéquie (2010).

Le Congrès international d'astronautique (en anglais : International Astronautical Congress, IAC) est un rendez-vous annuel des acteurs de la discipline spatiale. Il est organisé par la Fédération internationale d'astronautique, avec le soutien de l'Académie internationale d'astronautique et de l'Institut international de droit spatial (IISL) et l'une des sociétés nationales membres de l'IAF. Il se déroule généralement fin septembre ou début octobre. Il se compose de séances plénières, de conférences et de réunions. L'IAC réunit les chefs d'agence et les cadres supérieurs des agences spatiales du monde.

## Historique
À la fin de la Seconde Guerre mondiale, les États-Unis et l'Union soviétique avaient des visions du monde politiques différentes et concurrentes. Alors que la Guerre froide commençait à prendre forme, les communications entre les deux pays devenaient moins fréquentes. Les deux pays se sont concentrés sur la réalisation de la supériorité militaire sur l'autre.
Six ans après la mise en place du rideau de fer, la Fédération internationale d'astronautique (IAF) a été formée par des scientifiques de toute l'Europe dans le domaine de la recherche spatiale afin de collaborer à nouveau. Pendant les années de la course à l'espace, l'IAF était l'un des rares forums où les membres de l'Europe de l'Est et de l'Ouest pouvaient se rencontrer lors des Congrès internationaux annuels d'astronautique.

## Organisations fondatrices
- Argentine : Sociedad Argentina Interplanetaria (Société interplanétaire argentine)
- Autriche : Österreichische Gesellschaft für Weltraumforschung (Société autrichienne pour la recherche spatiale)
- France : Groupement Astronautique Français
- Allemagne : Gesellschaft für Weltraumforschung Stuttgart (Société pour la recherche spatiale de Stuttgart), Gesellschaft für Weltraumforschung Hamburg (Société pour la recherche spatiale de Hambourg)
- Italie : Associazione Italiana Razzi (Association italienne des fusées)
- Espagne : Asociación Española de Astronáutica (Association espagnole d'astronautique)
- Suède : Svenska Interplanetariska Sällskapet (Société interplanétaire suédoise)
- Suisse : Schweizerische Astronautische Arbeitsgemeinschaft (Association suisse d'astronautique)
- Royaume-Uni : British Interplanetary Society
- États-Unis : American Rocket Society, Detroit Rocket Society, Pacific Rocket Society, Reaction Research Society (en)[1]

## Gouvernance de la Fédération internationale d'astronautique
La Fédération internationale d'astronautique est une organisation non gouvernementale à but non lucratif créée en 1951. En droit français, l'IAF est définie comme une fédération d'organisations membres où une assemblée générale est chargée de prendre des décisions.

### Assemblée générale de l'IAF
L'Assemblée générale de l'IAF est chargée de gouverner la Fédération. Composée de délégués de chaque organisation membre, l'assemblée est chargée de voter pour approuver toutes les décisions importantes concernant les règles et règlements de la Fédération ainsi que l'acceptation de nouvelles organisations membres. L'Assemblée générale se réunit lors du Congrès international d'astronautique.

#### Bureau de l'IAF
Le Bureau de l'IAF établit l'ordre du jour de l'Assemblée générale de l'IAF, dont : l'examen des nouveaux candidats membres, la supervision des activités de l'IAF, et la supervision des comptes de l'IAF. Il est constitué de :
- Le président de l'IAF
- Le président entrant de l'IAF
- L'ambassadeur honoraire de l'IAF
- 12 vice-présidents de l'IAF
- Le directeur exécutif de l'IAF
- L'avocat général de l'IAF
- L'avocat général entrant de l'IAF
- Le secrétaire honoraire de l'IAF
- Le président de l'Académie internationale d'astronautique (IAA)
- Le président de l'Institut international de droit spatial (IISL)
- Conseiller spécial du président

#### Secrétariat de l'IAF
Cette branche est chargée de gérer l'administration de la Fédération.

## Emplacements des congrès internationaux d'astronautique (IAC)
Les congrès internationaux d'astronautique ont lieu à la fin de l'été ou à l'automne. En 2002 et 2012, le Congrès mondial de l'espace (World Space Congress) a combiné l'IAC et l'Assemblée scientifique du Committee on Space Research. L'IAC 2020 s'est tenu virtuellement en raison de la pandémie de Covid-19.
| Édition | Date                           | Lieu                                                                 |
| ------- | ------------------------------ | -------------------------------------------------------------------- |
| 1       | 30 septembre au 2 octobre 1950 | Paris, France                                                        |
| 2       | 3 au 8 septembre 1951          | Londres, Royaume Uni                                                 |
| 3       | 1 au 5 septembre 1952          | Stuttgart, Allemagne de l'Ouest                                      |
| 4       | 3 au 8 août 1953               | Zurich, Suisse                                                       |
| 5       | 2 au 7 août 1954               | Innsbruck, Autriche                                                  |
| 6       | 2 au 6 août 1955               | Copenhague, Danemark                                                 |
| 7       | 17 au 22 septembre 1956        | Rome, Italie                                                         |
| 8       | 6 au 12 octobre 1957           | Barcelone, Espagne                                                   |
| 9       | 25 au 30 août 1958             | Amsterdam, Pays-Bas                                                  |
| 10      | 31 août au 5 septembre 1959    | Londres, Royaume Uni                                                 |
| 11      | 13 au 20 août 1960             | Stockholm, Suède                                                     |
| 12      | 1 au 7 octobre 1961            | Washington, DC, États-Unis                                           |
| 13      | 19 au 23 septembre 1962        | Varna, Bulgarie                                                      |
| 14      | 25 septembre au 1 octobre 1963 | Paris, France                                                        |
| 15      | 7 au 12 septembre 1964         | Varsovie, Pologne                                                    |
| 16      | 13 au 18 septembre 1965        | Athènes, Grèce                                                       |
| 17      | 9 au 15 octobre 1966           | Madrid, Espagne                                                      |
| 18      | 24 au 30 septembre 1967        | Belgrade, Yougoslavie                                                |
| 19      | 13 au 18 octobre 1968          | New York, États-Unis                                                 |
| 20      | 5 au 10 octobre 1969           | Mar del Plata, Argentine                                             |
| 21      | 4 au 9 octobre 1970            | Constance, Allemagne de l'Ouest                                      |
| 22      | 20 au 25 septembre 1971        | Bruxelles, Belgique                                                  |
| 23      | 8 au 15 octobre 1972           | Vienne, Autriche                                                     |
| 24      | 7 au 13 octobre 1973           | Bakou, URSS                                                          |
| 25      | 30 septembre au 5 octobre 1974 | Amsterdam, Pays-Bas                                                  |
| 26      | 21 au 27 septembre 1975        | Lisbonne, Portugal                                                   |
| 27      | 10 au 16 octobre 1976          | Anaheim, Californie, États-Unis                                      |
| 28      | 25 septembre au 1 octobre 1977 | Prague, Tchécoslovaquie                                              |
| 29      | 1 au 8 octobre 1978            | Dubrovnik, Yougoslavie                                               |
| 30      | 17 au 22 septembre 1979        | Munich, Allemagne de l'Ouest                                         |
| 31      | 21 au 28 septembre 1980        | Tokyo, Japon                                                         |
| 32      | 6 au 12 septembre 1981         | Rome, Italie                                                         |
| 33      | 27 septembre au 2 octobre 1982 | Paris, France                                                        |
| 34      | 10 au 15 octobre 1983          | Budapest, Hongrie                                                    |
| 35      | 8 au 13 octobre 1984           | Lausanne, Suisse                                                     |
| 36      | 7 au 12 octobre 1985           | Stockholm, Suède                                                     |
| 37      | 4 au 11 octobre 1986           | Innsbruck, Autriche                                                  |
| 38      | 10 au 17 octobre 1987          | Brighton, Royaume-Uni                                                |
| 39      | 8 au 15 octobre 1988           | Bangalore, Inde                                                      |
| 40      | 7 au 13 octobre 1989           | Malaga, Espagne                                                      |
| 41      | 6 au 12 octobre 1990           | Dresde, Allemagne                                                    |
| 42      | 5 au 11 octobre 1991           | Montréal Canada                                                      |
| 43      | 28 août au 5 septembre 1992    | Washington, DC, États-Unis                                           |
| 44      | 16 au 22 octobre 1993          | Graz, Autriche                                                       |
| 45      | 9 au 14 octobre 1994           | Jérusalem, Israël                                                    |
| 46      | 2 au 6 octobre 1995            | Oslo, Norvège                                                        |
| 47      | 7 au 11 octobre 1996           | Pékin, Chine                                                         |
| 48      | 6 au 10 octobre 1997           | Turin, Italie                                                        |
| 49      | 28 septembre au 2 octobre 1998 | Melbourne, Australie                                                 |
| 50      | 4 au 8 octobre 1999            | Amsterdam, Pays-Bas                                                  |
| 51      | 2 au 6 octobre 2000            | Rio de Janeiro, Brésil                                               |
| 52      | 1 au 5 octobre 2001            | Toulouse, France                                                     |
| 53      | 10 au 19 octobre 2002          | Houston, États-Unis                                                  |
| 54      | 29 septembre au 3 octobre 2003 | Brême, Allemagne                                                     |
| 55      | 4 au 8 octobre 2004            | Vancouver, Canada                                                    |
| 56      | 16 au 21 octobre 2005          | Fukuoka, Japon                                                       |
| 57      | 2 au 6 octobre 2006            | Valence, Espagne                                                     |
| 58      | 24 au 28 septembre 2007        | Hyderâbâd, Inde                                                      |
| 59      | 29 septembre au 3 octobre 2008 | Glasgow, Royaume-Uni                                                 |
| 60      | 12 au 16 octobre 2009          | Daejon, Corée du Sud                                                 |
| 61      | 27 septembre au 1 octobre 2010 | Prague, République Tchèque                                           |
| 62      | 3 au 7 octobre 2011            | Le Cap, Afrique du Sud                                               |
| 63      | 1 au 5 octobre 2012            | Naples, Italie                                                       |
| 64      | 23 au 27 septembre 2013        | Pékin, Chine                                                         |
| 65      | 29 septembre au 3 octobre 2014 | Toronto, Canada                                                      |
| 66      | 12 au 16 octobre 2015          | Jérusalem, Israël                                                    |
| 67      | 26 au 30 septembre 2016        | Guadalajara, Mexique                                                 |
| 68      | 25 au 29 septembre 2017        | Adélaïde, Australie                                                  |
| 69      | 1 au 5 octobre 2018            | Brême, Allemagne                                                     |
| 70      | 21 au 25 octobre 2019          | Washington, DC, États-Unis                                           |
| 71      | 12 au 16 octobre 2020          | Virtuellement diffusé en direct en raison de la pandémie de Covid-19 |
| 72      | 25 au 29 octobre 2021          | Dubaï, EAU                                                           |
| 73      | 18 au 22 septembre 2022        | Paris, France                                                        |
| 74      | 2 au 6 octobre 2023            | Bakou, Azerbaïdjan                                                   |
| 75      | 14 au 18 octobre 2024          | Milan, Italie                                                        |